# Église Saint-Laurent de Pont-à-Mousson
L’église Saint-Laurent est située sur la commune française de Pont-à-Mousson dans le département de Meurthe-et-Moselle et la région Lorraine.
Cette église fait l’objet d’un classement au titre des monuments historiques depuis le 19 septembre 1919.

## Histoire et architecture
L’église Saint-Laurent fut fondée en 1230, mais il ne reste rien de la nef primitive, très basse et construite dans le style gothique le plus simple. Le chœur et le transept, de style flamboyant, sont du XVe et XVIe siècles. C’est dans ce style que furent reconstruits à partir de 1822, par le chanoine Huraux, curé, la nef et les bas-côtés actuels.
Le portail central et les deux premiers étages de la tour sont du XVIIIe siècle. En 1900 enfin, la façade fut élargie, et la tour surmontée du campanile actuel. On remarquera à l’intérieur, les belles voûtes à clefs sculptées et les larges verrières de l’abside et du transept, ainsi de l’intéressant ensemble de statues et objets mobiliers.

## Mobilier
Certains sont classés au titre d'objets par le ministère de la Culture comme par exemple, les deux bénitiers, les lambris et stalles du chœur des statues de Vierge à l'Enfant, de saint Laurent et saint Gibiren du XVIIIe siècle. On y trouve également une statue du « Christ portant sa croix » attribuée autrefois à Ligier Richier.

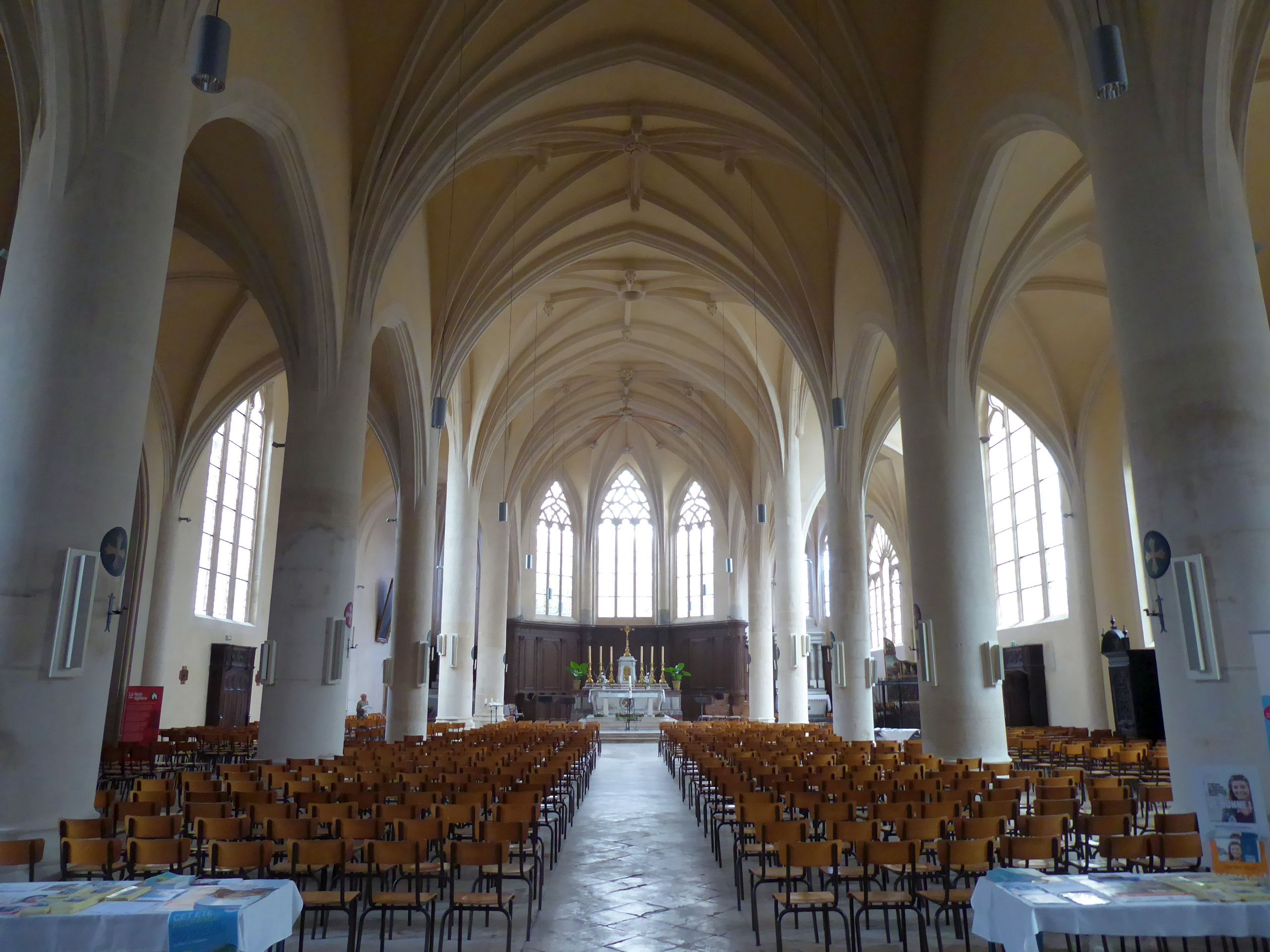
La nef.
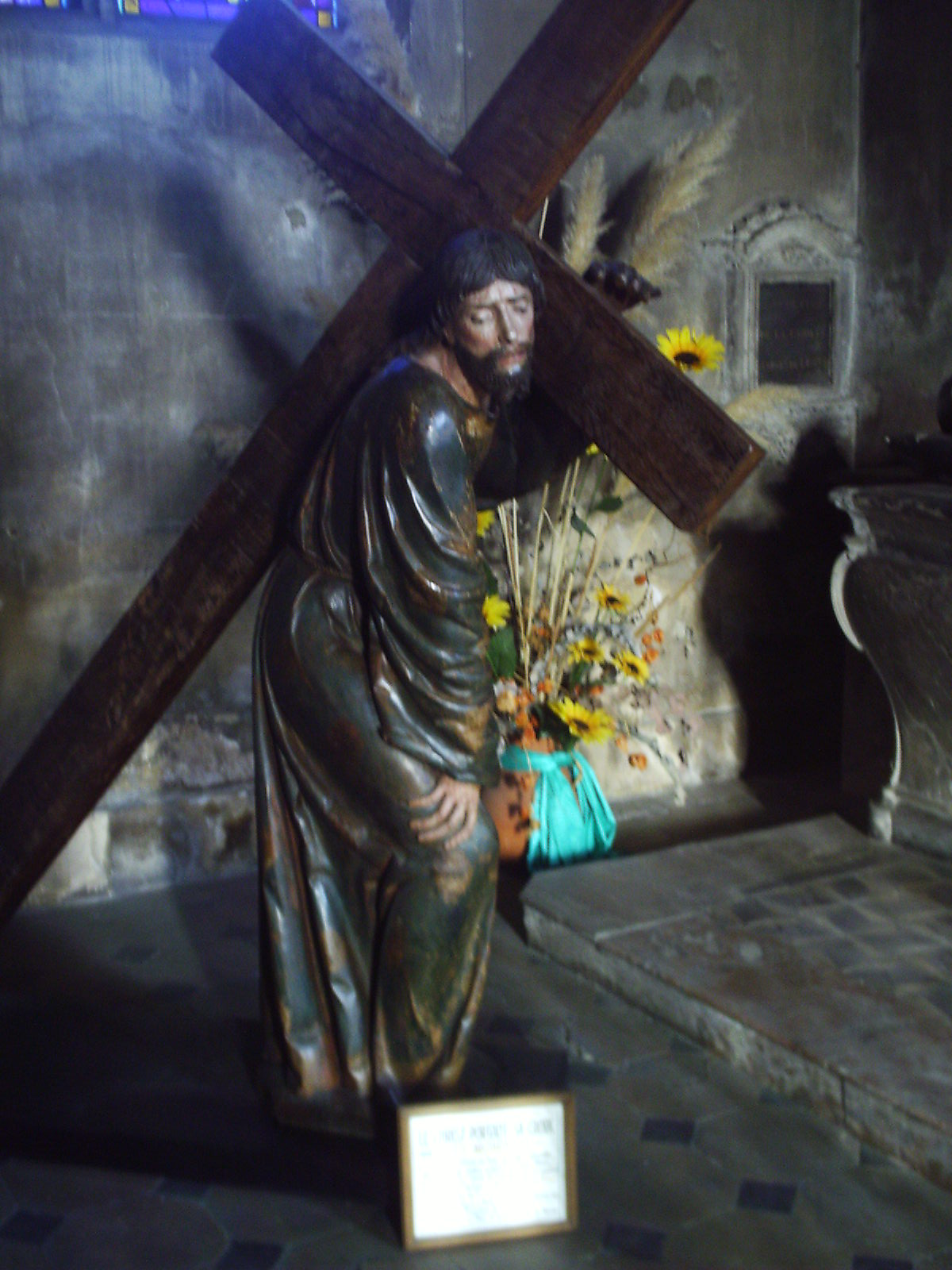
Le Christ portant sa croix attribué autrefois à Ligier Richier
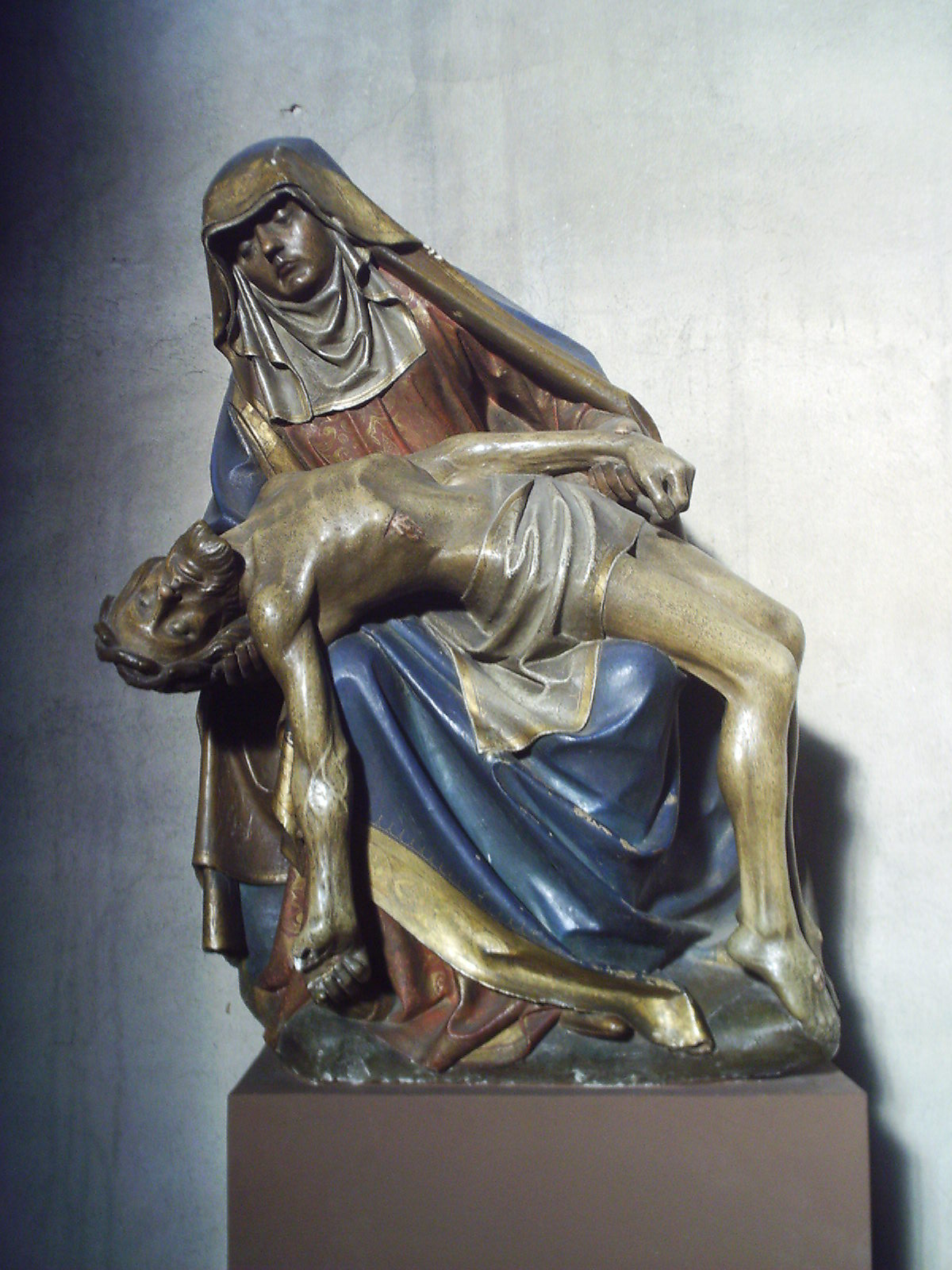
Pietà du XVe siècle.
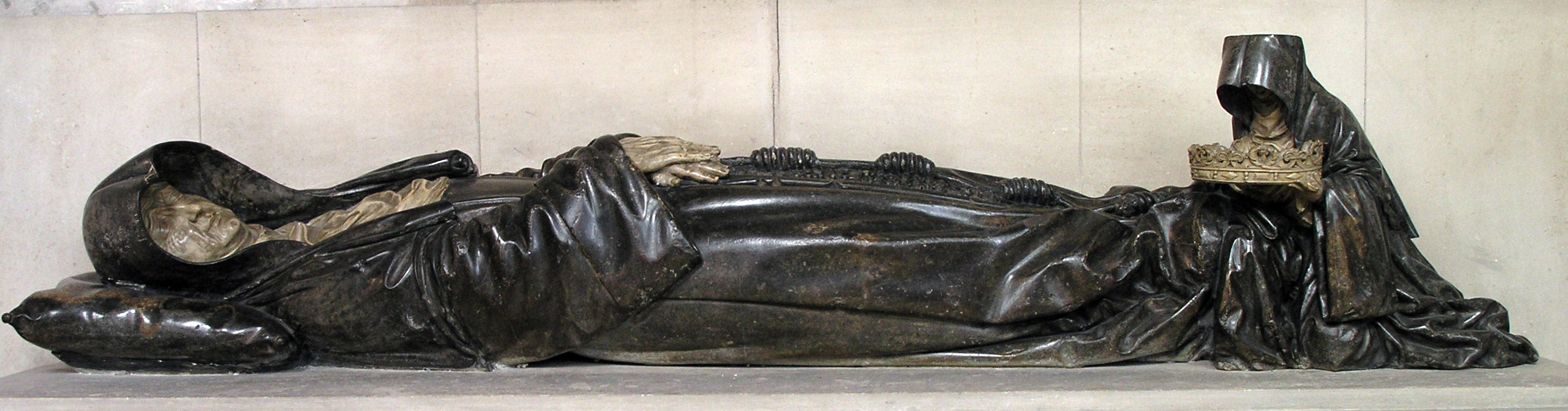
copie du Gisant de Philippe de Gueldre par Ligier Richier.
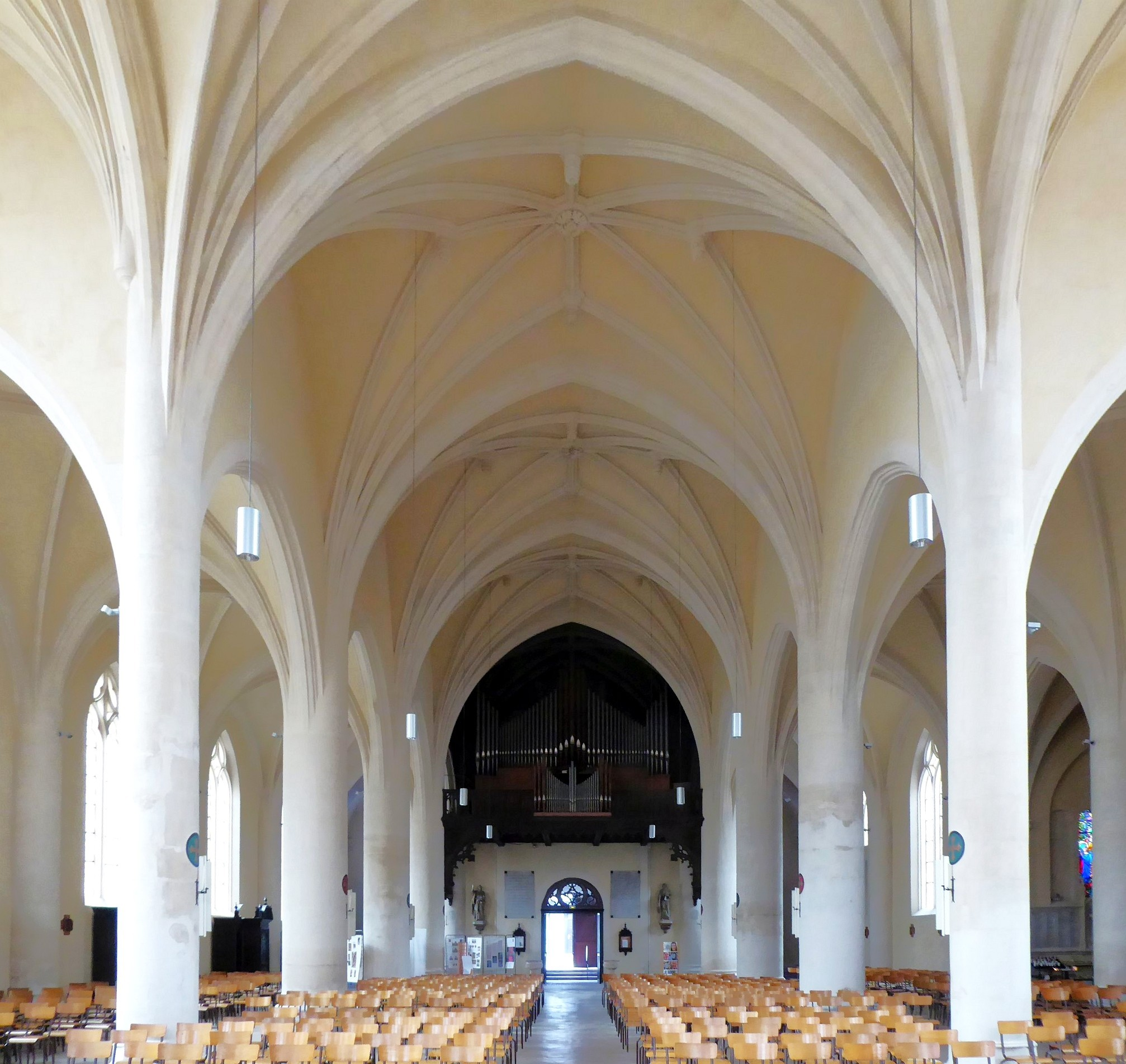
La nef vers le buffet d'orgue.

### Le retable de Philippe de Gueldre
L'objet classé le prix rare de l'église Saint-Laurent abrite un retable peint du XVIe siècle, commandé par la duchesse de Lorraine Philippe de Gueldre à un atelier anversois. 
Cette œuvre se trouvait à l'origine dans le couvent des clarisses supprimé en 1790. 

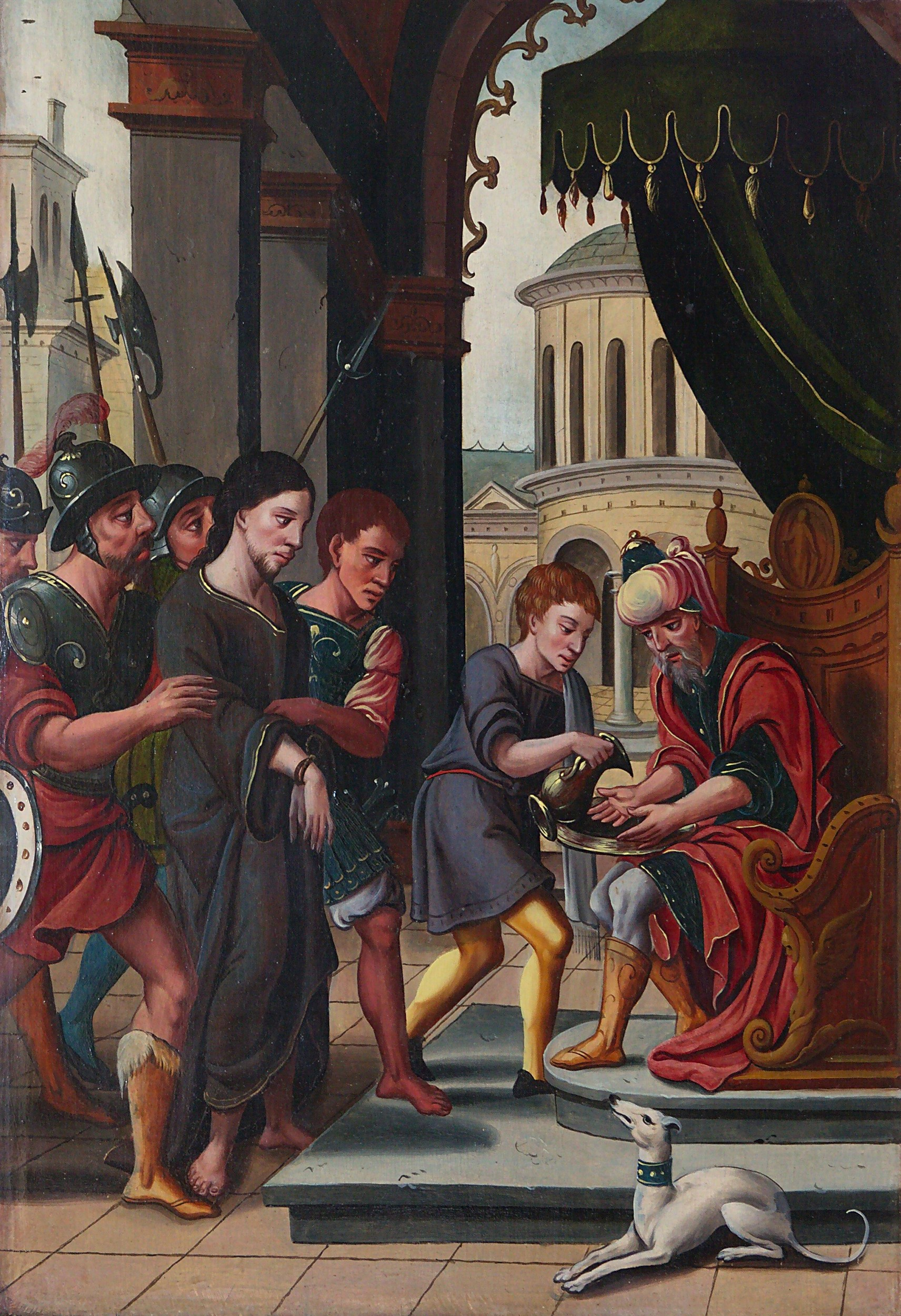
Jésus devant Pilate, détail du panneau gauche.
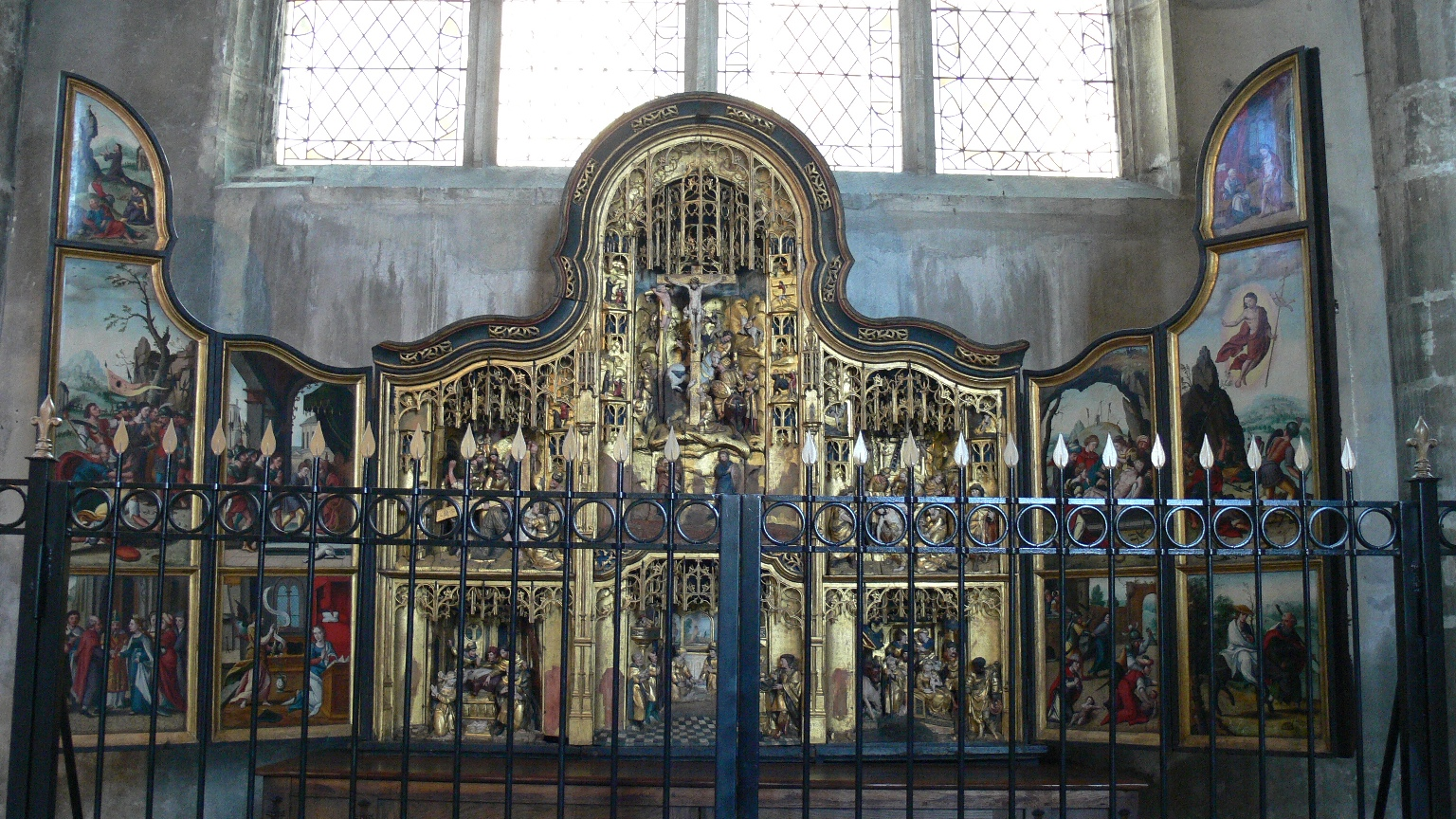
Retable offert par Philippe de Gueldre.
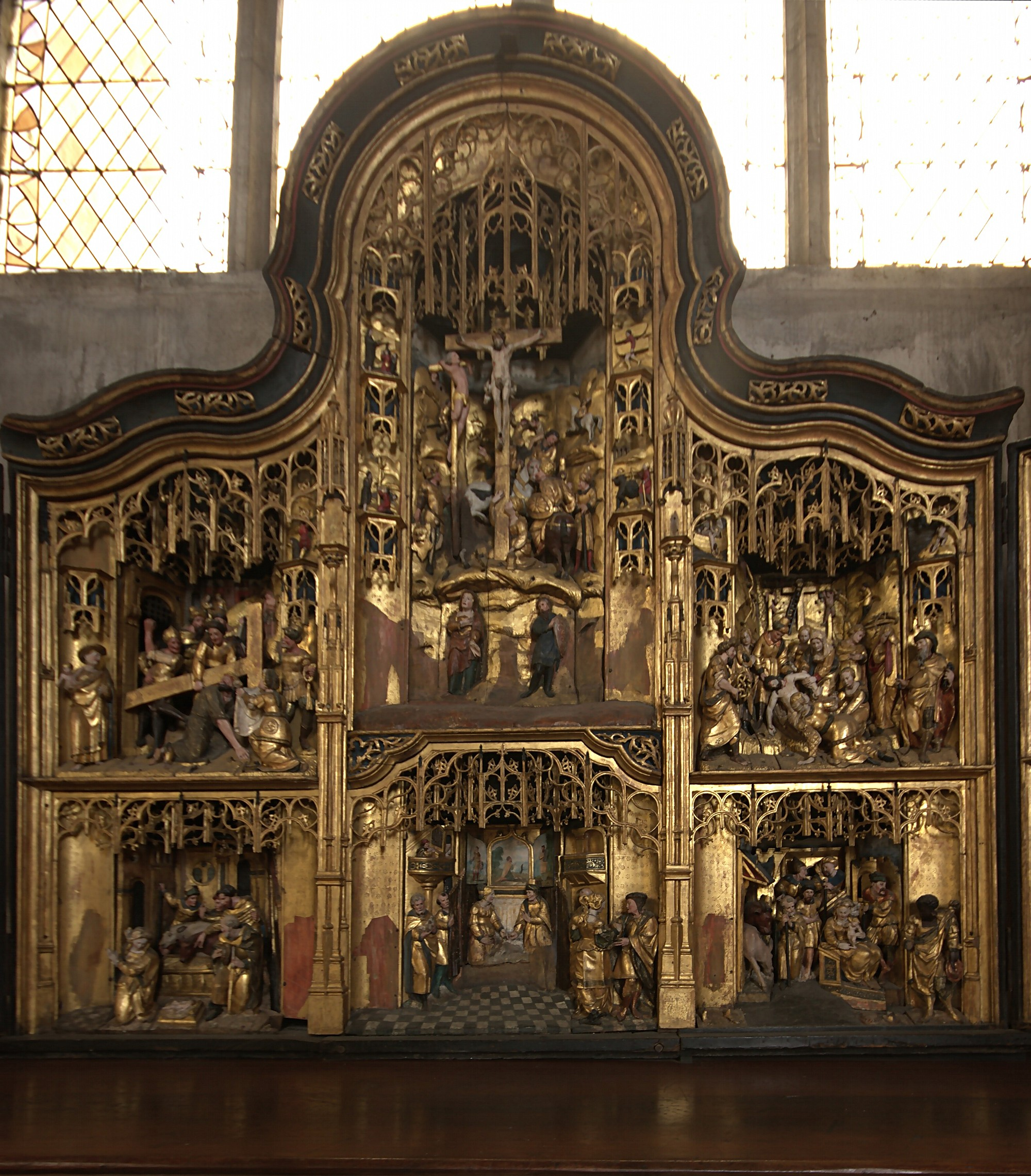
Partie centrale.
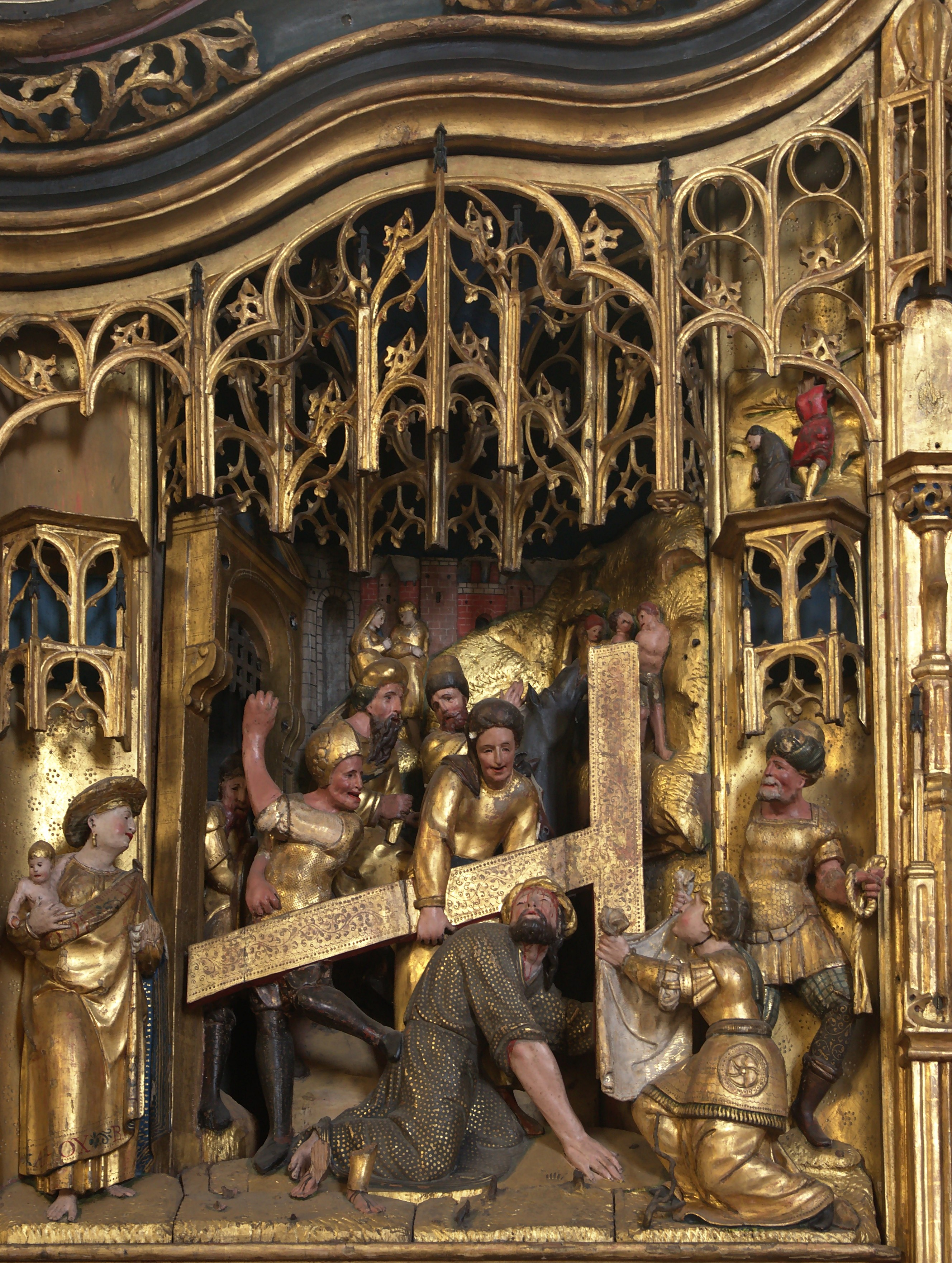
La montée au calvaire.
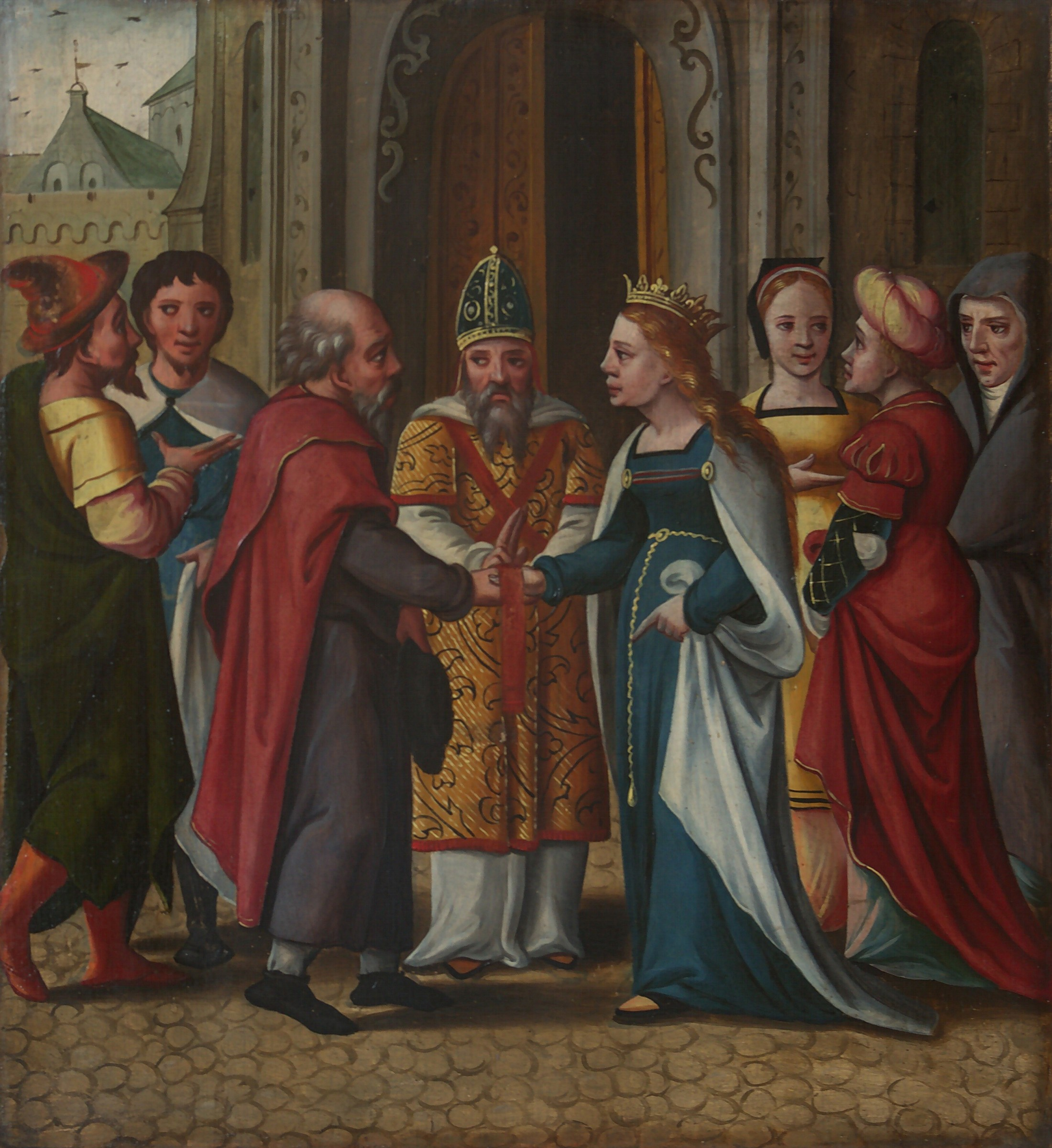
Le mariage de la Vierge, détail.
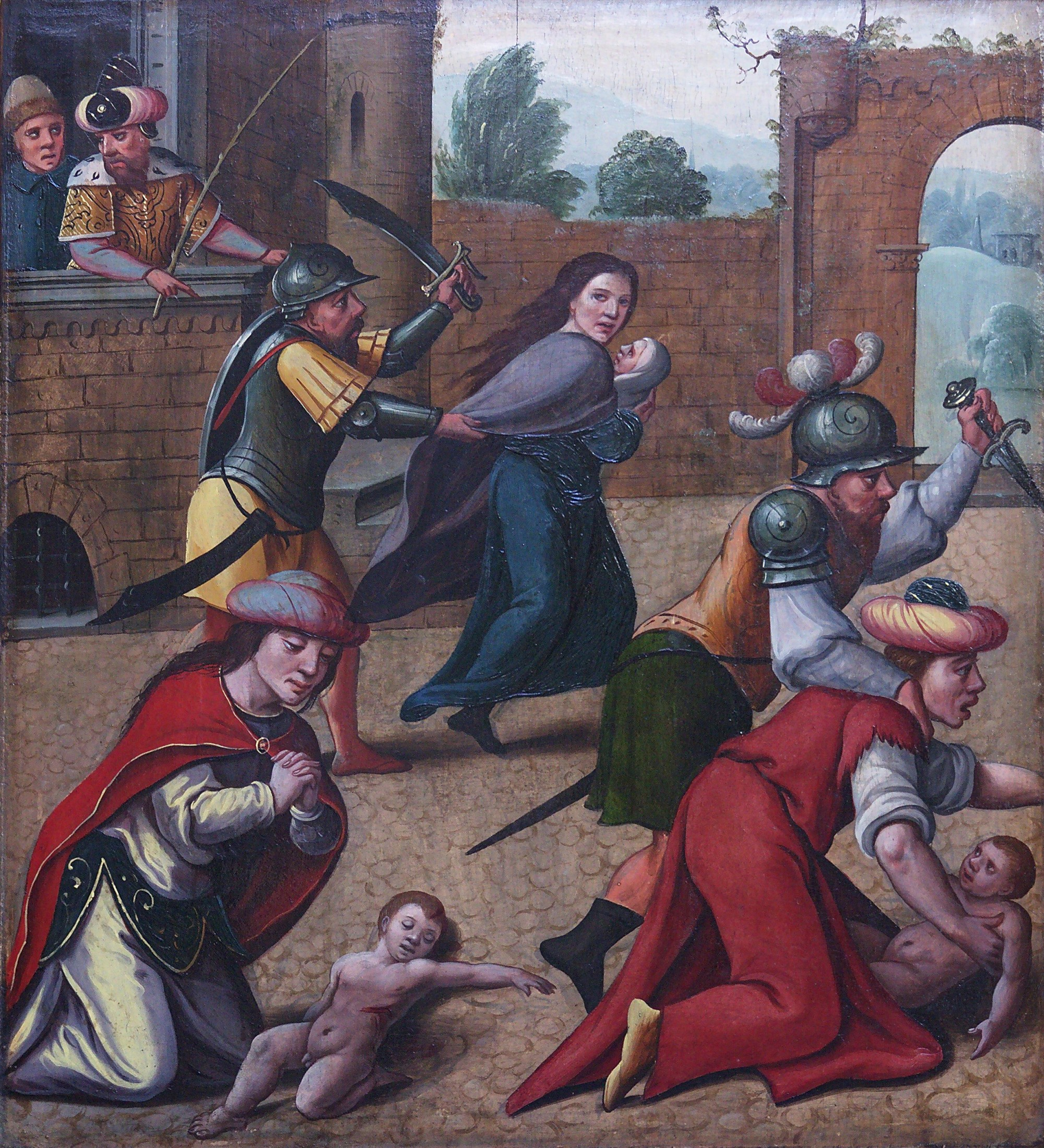
Le massacre des innocents, détail du panneau droit.

Volets fermés, le retable est divisé en six parties et présente aux extrémités basses la Théophanie, Le baptême du Christ par Saint Jean (à gauche du panneau) et La transfiguration (à droite). Dans la partie centrale de gauche est représentée La résurrection de Saint Lazare et dans la partie centrale de droite La guérison de l'aveugle-né. Dans la partie supérieure de gauche on peut apercevoir Le puits de Jacob-la samaritaine et à droite Jésus tenté par Satan.